# Списак султанија Османског царства
Ово је списак султанија Османског царства. Има их најмање 44. Прва султанија Османске империје је била султанија Халиме , која је била супруга Ертугрула. Хајрандил султанија је била вероватно последња османска краљица, која је владала вероватно до своје смрти 1898. Најчешћи термин владајуће султаније је био валиде султанија, основан у 16. веку, за време владавине султана Мурата III. Међу најмоћније жене Османског царства и Валиде султанија спадају Султанија Валиде Ајше Хафса, Хасеки Султанија Хурем, Султанија Михримах, Султанија Валиде Хасеки Афифе Нурбану, Султанија Валиде Хасеки Турхан Хатиџе и Валиде Махпејкер Косем султанија.

## Списак султанија
| # | Султанија                         | Портрет | Рођење                                      | Смрт                                          | Занимљивости |
| - | --------------------------------- | ------- | ------------------------------------------- | --------------------------------------------- | --- |
| — | Халиме султанија                  |         |                                             |                                               | - Супруга Ертугрула - Мајка султана Османа I |
| — | Малхун Хатун                      |         |                                             |                                               | - Супруга султана Османа I - Мајка султана Орхана I |
| — | Нилуфер Хатун                     |         |                                             |                                               | - Супруга Орхана I - Мајка султана Мурата I |
| — | Гулчичек Хатун                    |         |                                             |                                               | - Супруга Мурата I |
| — | Султанија Девлет                  |         | ? Кутахја                                   | 1411 Бурса, Османско царство                  | - Супруга Бајазита I |
| — | Емине Хатун                       |         | 1398 Дулкадиридс, Османско царство          | 1449 Истанбул, Османско царство               | - Супруга Мехмеда I |
| — | Хума Хатун                        |         | 1400 Деврекани, Османско царство            | 1449 Бурса, Османско царство                  | - Супруга Мурата II |
| — | Султанија Мара                    |         | 1412 Србија                                 | 14. септембар 1487 Јежево, Грчка              | - Пореклом из Србије - Ћерка деспота Ђурђа Бранковића - Супруга Мурата II - Помајка Мехмеда II |
| — | Сити Мукриме Хатун                |         | 1435                                        | 3. децембар 1487 Елбистан, Османско царство   | - Супруга Мехмеда II |
| — | Емине Гулбахар I                  |         | 1432 Косово                                 | 1492 Истанбул, Османско царство               | - Супруга Мехмеда II - Помајка Бајазита II |
| — | Гулбахар Хатун                    |         | 1453 Трапезунт, Османско царство            | 1510 Трапезунт, Османско царство              | - Супруга Бајазита II |
| — | Ајше Хатун I                      |         | 1453 Елбистан, Османско царство             | 1514 Трапезунт, Османско царство              | - Супруга Бајазита II - Помајка султана Селима I - Ћерка дулкадирдског краља, Алаудевлеа Беја |
| — | Ајше Хафса султанија              |         | 5. децембар 1479 Крим, Украјина             | 19. март 1534 Истанбул, Османско царство      | - Ћерка татарског кана с Крима, Менгли Гираја - Супруга султана Селима I - Мајка султана Сулејмана I - Прва валиде султанија у историји Осмамлијског царства - Владала до своје смрти 1534                                                                                              |
| — | Хатиџе султанија                  |         | 1496 Истанбул, Османско царство             | 1538 Истанбул, Османско царство               | - Ћерка султана Селима I и Хафсе Хатун - Супруга Паргалије Ибрахима - Сестра султана Сулејмана Величанственог |
| — | Шах султанија                     |         | 1509 Маниса, Османско царство               | 1572 Истанбул, Османско царство               | - Ћерка султана Селима Грозног и султаније Гирај - Супруга Лутфи-паше - Сестра Сулејмана Величанственог |
| — | Фатма Султанија                   |         | 1500 Трабзон, Османско царство              | 1570 Истанбул, Османско царство               | - Ћерка султана Селима I и султаније Гирај - Супруга Кара Ахмед-паше - Сестра Сулејмана Величанственог |
| — | Султанија Бејхан                  |         | 1497 Истанбул, Османско царство             | 1559 Истанбул, Османско царство               | - Ћерка султана Селима Грозног и султаније Хафсе Гирај - Супруга Ферхат-паше - Сестра султана Величанственог |
| — | Фулани Султанија                  |         | 1496 Истанбул, Османско царство             | 1550 Истанбул, Османско царство               | - Супруга Сулејмана I |
| — | Гулфем Хатун                      |         | 1497 Пољска                                 | 1562 Истанбул, Османско царство               | - Пореклом, вероватно из Пољске - Супруга Сулејмана I |
| — | Махидевран Гулбахар Цвет пролећни |         | 1500 Босфор, Османско царство               | 3. фебруар 1581 Бурса, Османско царство       | - Пореклом, вероватно из Црне Горе, Албаније или Черкезије - Супруга Сулејмана I - Мајка принца Мустафе |
| — | Хурем султанија или Рокселана     |         | 1500. или 1506 Рогатин, Украјина            | 18. април 1558 Истанбул, Османско царство     | - Ћерка украјинског православног свештеника Гаврила Лисовског - Прва и једина законита супруга султана Сулејмана I - Мајка султана Селима II - Владала до своје смрти 1558 - Једна од најмоћнијих жена у историји целога света - Једна од најмоћнијих жена у историји Османског царства |
| — | Михримах султанија                |         | 25. март 1522 Истанбул, Османско царство    | 25. јануар 1578 Истанбул, Османско царство    | - Једина ћерка Сулејмана I и Хурем - Супруга хрватског везира Рустем-паше - Сестра султана Селима II |
| — | Разије султанија                  |         | 1525. Истанбул, Османско царство            | 1571.                                         | - Ћерка Сулејмана I и Махидевран Султаније |
| — | Султанија Валиде Афифе Нурбану    |         | 1525 Парос, Млетачка република              | 7. децембар 1583 Истанбул, Османско царство   | - Ћерка лорда с Пароса Никола Веније и Виоланте Бафо - Једина и законита супруга султана Селима II - Мајка султана Мурата III |
| - | Султанија Есмахан                 |         | 1544 Маниса, Османско царство               | 7. август 1585 Истанбул, Османско царство     | - Ћерка Селима II и Султаније Нурбану - Једна од моћнијих жена Османског царства и супруга Мехмед- паше Соколовића |
| — | Султанија Сафије                  |         | 1550 Крф, Млетачка република                | 1619 Истанбул, Османско царство               | - Ћерка лорда с Крфа Џорџа Бафа - Супруга султана Мурата III - Мајка султана Мехмеда III |
| — | Хандан Валиде султанија           |         | 1576                                        | 26. новембар 1605 Истанбул, Османско царство  | - Супруга султана Мехмеда III - Мајка султана Ахмеда I |
| — | Махпејкер Валиде Косем султанија  |         | 1589. или 1590 Тинос, Османско царство      | 3. септембар 1651 Истанбул, Османско царство  | - Ћерка грчког православног свештеника с Тиноса - Супруга султана Ахмеда I - Мајка султана Мурата IV - Мајка султана Ибрахима I - Владала до своје смрти 1651 - Најмоћнија жена у историји Осмамлијског царства                                                                         |
| — | Султанија Махфирузе Хатиџе        |         | 1590                                        | 1621 Истанбул, Османско царство               | - Супруга султана Ахмеда I |
| — | Султанија Валиде Турхан Хатиџе    |         | 1627 Украјина                               | 4. август 1683 Истанбул, Османско царство     | - Супруга султана Ибрахима I - Мајка султана Мехмеда IV |
| — | Султанија Салиха Дилашуб          |         | 1627 Косово или Црна Гора                   | 4. децембар 1689 Истанбул, Османско царство   | - Супруга султана Ибрахима I - Мајка султана Сулејмана II |
| — | Хатиџе Муазез султанија           |         | 1628 Краљевина Пољска                       | 1687 Истанбул, Османско царство               | - Пореклом из Пољске - Супруга султана Ибрахима I - Мајка султана Ахмеда II |
| — | Еметулах Рабија Гулнуш султанија  |         | 1642 Ретимно, Грчка                         | 6. новембар 1715 Истанбул, Османско царство   | - Пореклом из Грчке - Супруга султана Мехмеда IV - Мајка султана Мустафе II |
| — | Султанија Салиха                  |         | 1680 Истанбул, Османско царство             | 1739 Истанбул, Османско царство               | - Пореклом из Грчке - Супруга султана Мустафе II - Мајка султана Махмуда II |
| — | Шехсувар Султанија                |         | 1682                                        | 27. април 1756 Истанбул, Османско царство     | - Супруга султана Мустафе II - Мајка султана Османа III |
| — | Амина Михришах Султанија          |         | ? Француска                                 | 1732 Истанбул, Османско царство               | - Пореклом из Француске - Супруга султана Ахмеда III - Мајка султана Мустафу III |
| — | Рабија Султанија                  |         | 1698 Мађарска                               | 1732 Истанбул, Османско царство               | - Пореклом из Француске - Супруга султана Ахмеда III - Мајка султана Абдул Хамида I |
| — | Михришах валиде султанија         |         | 1745 Ђенова, Италија                        | 16. октобар 1805 Истанбул, Османско царство   | - Супруга султана Мустафу III - Мајка султана Селима III |
| — | Ајше Сине султанија               |         | 1761                                        | 11. децембар 1828 Истанбул, Османско царство  | - Супруга султана Абдул Хамида I - Мајка султана Мустафа IV |
| — | Накшидил султанија                |         | 1768 Мартиник                               | 22. август 1817 Истанбул, Османско царство    | - Супруга султана Абдул Хамида I - Мајка султана Махмуда II |
| — | Безмијалем султанија              |         | 1807                                        | 6. новембар 1853 Истанбул, Османско царство   | - Супруга султана Махмуда II - Мајка Абдулмеџида I |
| — | Султанија Пертевнијал             |         | 1812                                        | 5. фебруар 1883 Истанбул, Османско царство    | - Супруга султана Махмуда II - Мајка Абдул Азиза |
| — | Султанија Шевкефза                |         | 12. децембар 1820.                          | 17. септембар 1889 Истанбул, Османско царство | - Супруга Абдулмеџида I - Мајка Мурата Vа |
| — | Тиримујган султанија              |         | 16. август 1819 Черкезија, Османско царство | 2. новембар 1853 Истанбул, Османско царство   | - Супруга Абдулмеџида I - Мајка Абдул Хамида II |
| — | Гулцемал султанија                |         | 1826                                        | 1851. или 29. децембар 1895.                  | - Супруга Абдулмеџида I - Мајка Мехмеда V |
| — | Султанија Гулушту                 |         | 1831 Абхазија, Османско царство             | 1861 Истанбул, Османско царство               | - Супруга Абдулмеџида I - Мајка Мехмеда VI |
| — | Рахиме Пересту султанија          |         | 1840 Черкезија, Османско царство            | 1904 Мачка, Османско царство                  | - Супруга Абдулмеџида I - Мајка Мехмеда VI |
| — | Хајрандил султанија               |         | 2. новембар 1846 Карс, Османско царство     | 26. новембар 1898 Ортакој, Османско царство   | - Супруга Абдул Азиза - Мајка Абдулмеџида II - Вероватно последња султанија Османског царства - Владала до своје смрти 1898 |
| — | Фатма Неслишах султанија          |         | 04. фебруар 1921 Истанбул, Османско царство | 02. април 2012 Истанбул, Турска               | - Супруга Махмуд Абдела - Мајка Рукиа Сабиха султанија - Последња султанија Османске империје.Она је уписана као последњи члан ове династије.Доживела је да буде најмлађи и најстарији члан османлијске породице.                                                                       |